# Hannelore Bode
Pour les articles homonymes, voir Bode.
Hannelore Bode, née à Berlin le 2 août 1941, est une soprano allemande.
Elle a chanté sur la scène de plusieurs opéras à travers le monde et a enregistré avec des chefs comme Eugen Jochum, Silvio Varviso et Pierre Boulez.

## Carrière
Hannelore Bode étudia d'abord le chant à Berlin avec Ria Schmitz-Gohr, puis au Mozarteum de Salzbourg et avec Fred Husler. Elle débuta au Théâtre de Bonn (en) en 1964. Lors de la saison 1967-1968, elle chanta au Théâtre musical de Bâle et la saison suivante au Deutsche Oper am Rhein de Düsseldorf.
Elle participa au Festival de Bayreuth de 1968 à 1978, chantant en particulier Elsa dans Lohengrin (à partir de 1971) et Eva dans Les Maîtres chanteurs de Nuremberg (à partir de 1973). Elle interpréta plusieurs rôles dans le Ring du centenaire mis en scène par Patrice Chéreau : Sieglinde dans La Walkyrie, Gutrune et la Troisième Norne dans Le Crépuscule des dieux.
Parmi ses apparitions internationales, elle tint le rôle de Sieglinde en 1976 à l'opéra de Vienne, dans une production de La Walkyrie dirigée par Horst Stein et mise en scène par Herbert von Karajan ; en 1975, elle chanta Elsa à Washington, dans une production de Lohengrin de l'opéra de Berlin et en 1977 le rôle d'Agathe du Freischütz de Weber à Covent Garden. En 1980, elle interpréta Elisabeth de Tannhaüser, de Wagner, à l'Opéra de Cologne et aussi Eva au Théâtre Colón de Buenos Aires et à l'opéra de San Francisco.
En 1996, elle chanta dans l'opéra contemporain Amandas Traum d'Harold Weiss.

## Discographie
- Hannelore Bode est une des Filles-fleurs de l'enregistrement public de Parsifal sous la direction de Eugen Jochum au Festival de Bayreuth en 1971[5] ;

- elle chante Eva dans l'enregistrement public des Maîtres chanteurs en 1974 au Festival de Bayreuth sous la direction de Silvio Varviso, avec Karl Ridderbusch dans le rôle de Sachs, Jean Cox (en) dans celui de Stolzing et Anna Reynolds dans celui de Magdalene. Un critique écrit : « Hannelore Bode, en Eva, a une voix plutôt légère mais nous épargne les effluves maternelles qui affectent si souvent ce rôle. »[6] ;

- elle tient une nouvelle fois ce rôle en 1975 avec la Philharmonie de Vienne dirigée par Georg Solti, avec Norman Bailey en Sachs et René Kollo en Stolzing[7] ;

- en 1992, elle interprète une fois de plus une des Filles-fleurs de Parsifal, Pierre Boulez dirigeant l'orchestre du Festival de Bayreuth, avec James King dans le rôle-titre et Gwyneth Jones dans celui de Kundry[8].